# Meredith Quill
Meredith Quill es una personaje ficticia, ella es la madre de Star-Lord, quien fue el líder de Los Guardianes de la Galaxia y de  Mantis pero adoptiva.
Laura Haddock interpreta a esta personaje para Guardianes de la Galaxia (2014) y para Guardianes de la Galaxia vol. 2 (2017) en el Universo Cinematográfico de Marvel.

## Historial de publicaciones
La versión Tierra-791 del personaje, es creada por Steve Englehart, Steve Gan y Bob McLeod, apareció por primera vez en Marvel Preview # 4 (enero de 1976).
La versión Tierra-616 del personaje, es creada por Brian Michael Bendis y Steve McNiven, apareció por primera vez en Marvel Now! Punto uno # 1 (diciembre de 2012).

## Historia

### Tierra-616
Cuando se actualizó la historia de Peter Quill, la historia de Meredith también se alteró ligeramente. Después de superar una mala ruptura con su exmarido Jake, un alienígena con el nombre de J'son se estrella frente a su casa. Ella lo devuelve a la salud y con el tiempo los dos se enamoraron. J'son arregla su nave para poder volver a la guerra contra el Badoon y deja atrás su arma de elemento como recuerdo. Al salir, Meredith se da cuenta de que está embarazada y luego da a luz a Peter. Sin embargo, Meredith no crio a Peter sola ya que contó con la ayuda de su amiga Lisa Chang, que entrenaría a Peter como un adulto. Los Badoon, empeñados en destruir a cualquiera del linaje de J'son, regresan y matan a Meredith, pero son asesinados junto con ella.

### Tierra-791
Mientras caminaba, Meredith vio una nave espacial cerca de ella. Ella lo investigó y descubrió un alienígena humano llamado J´son de Spartax. Después de cuidarlo hasta recuperar la salud, así como formar una relación romántica con él, J'son se va, sin querer arriesgarse a llevar a Meredith a un territorio peligroso. Meredith tiene su mente borrada por J'son para que no se sienta triste. Un mes después, Meredith reavivó su amor con un viejo conocido, Jake Quill, y se casó con él. El 4 de febrero de 1962, Meredith dio a luz a Peter. Sin embargo, fue una noche en la que los planetas, el sol y la luna estaban alineados, lo que causó que la apariencia de Peter fuera notablemente diferente de la de Meredith y Jake. Sintiendo que Meredith lo había engañado, Jake tomó al bebé de la debilitada Meredith e intentó matarlo, pero sufrió un ataque al corazón. Durante una hora, Meredith no pudo alcanzar a Peter debido a su condición. Ella crio a Peter sola y vivió una vida relativamente tranquila y sin incidentes. Todo eso cambió cuando Peter estaba caminando y vio una nave espacial aterrizar. Corrió hacia su madre y la trajo para mostrarle a los extraterrestres. Sin embargo, los alienígenas resultaron ser malvados y mataron a Meredith, dejando a Peter huérfano.

## En otros medios

### Película
- Meredith Quill aparece en el universo cinematográfico de Marvel, interpretada por Laura Haddock:
  - En la película, Guardianes de la Galaxia, ella muere al principio debido a un cáncer terminal. Ella le da a Peter una cinta de casete de música antes de pasar todo el tiempo declarando que el padre de Peter era "un ángel hecho de luz pura".
  - En la secuela, Guardianes de la Galaxia vol. 2, se revela que el padre de Peter es Ego, en lugar de J'son. Ella aparece en el prólogo de la película con el avatar humano de Ego mientras salen en su cita. Más tarde se reveló que Ego la visitó varias veces y en su último encuentro secretamente le proporcionó el tumor que le causó cáncer. Años después, Star-Lord y el resto de los Guardianes más tarde vengaron su muerte y frustraron el plan de Ego de genocidio universal.

### Televisión
- Meredith Quill aparece en la nueva serie animada de Guardians of the Galaxy en apariciones posteriores. Al igual que los cómics, Meredith tenía una relación con J'son que llevó al nacimiento de Peter Quill.

### Videojuegos
- Meredith Quill aparece en Guardians of the Galaxy: The Telltale Series, con la voz de Courtenay Taylor. En un flashback, Peter Quill le promete que no usará la violencia si se enfrenta a los matones. Además, ella se encontró previamente con Yondu, quien siguió el consejo de Peter. Durante la aparente muerte de Peter, ve una visión de Meredith siendo revivida por la Forge de la Eternidad. Después de la derrota de Hala la Acusadora, el jugador tiene la opción de que  Mantis ayude a Star-Lord a ponerse en contacto con el espíritu de su madre o usar lo último de la energía de Forge de la Eternidad para revivirla.
- Meredith aparece en Marvel's Guardians of the Galaxy con la voz de Myléne Dinh-Robic. En un flashback, ella le regala a Peter las armas de su padre por su cumpleaños número 13 hasta que asesinada por los Chitauri. Una ilusión de Magus de ella aparece cerca del final y no logra convencer a Peter para que se someta.[5]